# 嘉兴有轨电车
嘉兴有轨电车是服务于中国浙江省嘉兴市的有轨电车系统，共规划有7条线路，总长约98千米，其中一期工程总长约15.6千米。1号线示范段（纺工路滨河路站至嘉兴南站，10.6千米）于2021年6月25日14时运营。嘉兴火车站于2022年1月15日10点08分开通运营。嘉兴火车站至中山东路安乐路站于2022年6月25日开通运营。
嘉兴有轨电车为嘉兴市轨道交通系统的组成部分，定位为城市骨干公交系统，并在市域铁路建成后作为轨道交通补充，形成功能互补的多层次市区轨道交通网络。

## 历史
嘉兴市于2015年首次披露轨道交通规划，又于2019年发布沪嘉城际铁路的规划，线网目标是建设城际轨道交通、市域轨道交通、现代有轨电车三网融合的轨道交通体系。但因市域轨道交通的建设周期较长，嘉兴市采用建设成本较低且符合城市发展水平的现代有轨电车以完善轨道交通线网。2020年12月18日，浙江信昌工程咨询有限公司关于嘉兴市交通运输局嘉兴市有轨电车一期工程初期运营前安全评估项目的中标(成交)结果公告发布。
2019年9月16日，嘉兴市人民政府批复有轨电车近期建设规划（2019～2023年）。该规划于2019年12月9日获浙江省发改委批复，一期工程初步设计亦于2020年4月17日获批。
2019年12月28日，嘉兴有轨电车与嘉兴火车站枢纽、沪嘉城际铁路先行段共同开工，而一期工程全线则于2020年5月开始建设。一期工程工期约为18-24个月，示范段预计2021年6月底具备试运行条件。
2020年11月5日，嘉兴市有轨电车一期工程首座箱式变电所A7两座箱变顺利平移到基础上，并完成设备调平、精准安装和连接。同月14日，首组道岔开始铺设。17日，站台设计方案出炉。12月11日下午，嘉兴市有轨电车一期工程T1线首座桥梁完成梁板架设，这也标志着有轨电车一期工程铺轨施工进入全面攻坚阶段。同月，运营控制中心（OCC）已完成结构封顶。1月，有轨电车一期工程路基桩基基本完成。
2021年6月25日，一期示范段（纺工路滨河路站 - 嘉兴南站）开通运营。
2022年1月15日，一期示范段延伸至嘉兴火车站。嘉兴火车站也是嘉兴有轨电车第一个地下车站。
2022年6月25日，一期示范段延伸至中山东路安乐路站，一號線一期工程完工。

## 运营线路
|          |          |               |               |                            |                |          |                   |          |                 |                    |
| 线路名称 | 线路名称 | 首段开通日期  | 最近延伸日期  | 起点站／终点站             | 起点站／终点站 | 车站数目 | 运营长度 （公里） | 车型编组 | 车辆段 / 停车场 | 运营单位           |
|          | T1线     | 2021年6月25日 | 2022年6月25日 | 中山东路安乐路（旭辉广场） | 嘉兴南站       | 15       | 13.8              | 5节编组  | 庆丰路车辆基地  | 嘉兴市申嘉有轨电车 |
| 总计     | 总计     | 总计          | 总计          | 总计                       | 总计           | 15       | 13.8              |          |                 |                    |

## 线路规划及建设

### 一期工程
嘉兴有轨电车一期工程由T1线与T2线2条线路组成，全长约15.6千米。

#### 线路一览
- T1线一期工程起于安乐路站，终于嘉兴南站站，全长13.8公里。线路设21座车站与1个车辆基地，其中初期开通15座、预留6座车站。除嘉兴站站为地下车站外，其余各车站均为地面车站。平均站间距690米。控制中心位于庆丰路车辆基地内。
- T2线一期工程起于月河北站，终于环城南路站，全长1.8公里。线路设车站5座，均为地面车站。平均站间距450米。

### 近期线路
根据《嘉兴市有轨电车近期建设规划（2019～2023年）》，嘉兴有轨电车近期由3条线路组成，总长约35.7公里，呈“8字放射”型网络。
下表为目前正在修建或规划中的近期线路。
| 线路名称 | 线路名称    | 预计开通时间 | 起点站／终点站 | 起点站／终点站             | 车站数目 | 运营长度 （公里） | 车型编组 | 车辆段 / 停车场 |  |
| -------- | ----------- | ------------ | -------------- | -------------------------- | -------- | ----------------- | -------- | --------------- |  |
|          | T1线 西延伸 | 未知         | 秀园路         | 中山东路安乐路（旭辉广场） | 9        | 6.4               | 5节编组  | 启智路停车场    |  |
|          | T2线        | 未知         | 汽车北站       | 科技城站                   | 18       | 13.7              | 未知     | 汽车北站停车场  |  |
|          | T6线        | 未知         | 附中站         | 由拳路庆丰路               | 3        | 1.8               | 未知     | 不適用          |  |
| 总计     | 总计        | 总计         | 总计           | 总计                       | 29       | 21.9              |          |                 |  |

### 远期规划
远期规划至2035年，嘉兴有轨电车规划有7条线路，总长约98公里，呈“网格放射”型网络，将会串联起嘉兴市中心与嘉兴机场、梅花州景区、沪嘉城际七星站等地。

## 设施

### 车辆
嘉兴有轨电车使用长春轨道客车生产的“南湖号”低地板有轨电车。
“南湖号”有轨电车车辆为5节编组，共20列，由超级电容储能式牵引供电，最高运行时速约70公里。首列车已于2021年2月3日交付。
- 摄于 中山东路禾兴南路
- 摄于 嘉兴火车站
- 摄于 中山东路建国南路（瓶山）
- 摄于 纺工路南溪西路（南湖湖滨）
- 摄于 人民公园
- 摄于 嘉兴南站
- 摄于 纺工路南溪西路（南湖湖滨）
- 摄于 嘉兴火车站
- 摄于 人民公园
- 摄于 中山东路安乐路（旭辉广场）
- 摄于 嘉兴火车站
- 摄于 纺工路南溪西路（南湖湖滨）
- 摄于 纺工路南溪西路（南湖湖滨）
- 摄于 嘉兴一中
- 摄于 人民公园

### 车站与轨道
嘉兴有轨电车大部分路段的轨道采用路中布设方式，由侧石或护栏将轨道于路面隔开。车站则布设在临近交叉口的位置，乘客可通过人行横道进出车站。客流量较大的车站则设置人行天桥或人行地道。
嘉兴有轨电车一期工程共有26个车站，站台形式共有岛式站台、对称侧式站台与分离侧式站台3种。其中在中山路、纺工路、由拳路、庆丰路等主干道上设置的站点采用岛式站台，宽约6米；嘉兴火车站站，及部分位于路面较宽路段的车站选用对称侧式站台；位于一般道路上的车站则选用分离侧式站台，站台分别设于道路出口两侧。

### 体验馆
为了让嘉兴市民能够更直观体验嘉兴有轨电车的运行状态，嘉兴建立了有轨电车项目部体验馆，内有有轨电车模拟器。市民可通过“嘉兴铁投集团”公众号预约体验参观有轨电车体验馆。

### 硬件
嘉兴有轨电车智控系统、信号系统、通信系统集成供货项目中标单位为北京城建智控科技有限公司。

### 供电
车站采用间隔供电的模式，使用“超级电容”供电装置技术。
目前可供充电的车站有：

| - 嘉兴南站 - 有轨电车庆丰路基地 - 庆丰路长水路 - 由拳路商务大道 - 纺工路由拳路（中央公园） | - 纺工路烟雨路 - 纺工路景湖路 - 嘉兴火车站 - 人民公园 - 中山东路安乐路（旭辉广场） |